# Alberto Paloschi
Alberto Paloschi (né le 4 janvier 1990 à Chiari, dans la province de Brescia, en Lombardie) est un footballeur italien. Il évolue au poste d'attaquant.

## Biographie
Alberto Paloschi fait ses grands débuts sous le maillot de l'AC Milan à 17 ans, le 20 décembre 2007 lors des huitièmes de finale de la Coupe d'Italie. Deux mois plus tard, il jouera son premier match en Serie A face à Sienne et dès son premier ballon touché, après 18 secondes de jeux, il inscrit son premier but en tant que professionnel, d'une superbe reprise de volée décroisée sur un service de Clarence Seedorf, exploit qu'il fêtera en offrant une pizza à tous les membres de l'équipe.
Il fait sa première apparition en Serie A le 10 février 2008. Il réussit l'exploit dès son entrée en jeu d'inscrire son premier but en championnat. (source : Milan - Le miracle Paloschi).
Le 19 mars 2008, après être entré en jeu à la mi-temps a la place de Massimo Ambrosini, contre la Sampdoria de Gênes à San Siro, le jeune Paloschi va éblouir la fin de rencontre par de nombreux dribbles, dont un grand pont magistral sur un défenseur sans toucher le ballon. Ce défenseur sera exclu sur cette action pour avoir taclé le jeune Italien. Et il va même y aller de son but à la 76e minute : une magnifique tête décroisée qui se loge dans la lucarne droite. Mais il ne pourra pas empêcher la défaite des rossoneri (1-2).
Dans la foulée, le 22 mars, il est convoqué pour la première fois avec l'équipe d'Italie des moins de 21 ans.
En août 2008 il est cédé en copropriété au club de Parme notamment à cause des arrivées de Shevchenko, Borriello et Ronaldinho qui ne lui laisseront pas énormément de temps de jeu du côté du club lombard. En mai 2011 l'AC Milan décide de rappeler celui qu'on nomme le futur Inzaghi.
Il n'y reste pas longtemps puisque, le 8 août 2011, il fait à nouveau l'objet d'un prêt avec option d'achat (sur les 50 % appartenant au Milan AC) en faveur du Chievo Vérone.
Le 19 juin 2014, le Chievo Vérone annonce que le joueur devient l'entière propriété du club après des négociations avec l'AC Milan afin de racheter les 50% appartenant au club rossonero.
Le 29 janvier 2016, il rejoint Swansea City. Ce transfert en Angleterre n'est pas une réussite. N'inscrivant que 2 buts en 7 matchs joués seulement, il retourne en Italie, où il signe le 17 juin 2016 pour une durée de 5 ans à l'Atalanta Bergame.

## Statistiques
| Saison                | Club                  | Championnat           | Championnat | Championnat | Coupe(s) nationale(s) | Coupe(s) nationale(s) | Compétition(s) continentale(s) | Compétition(s) continentale(s) | Compétition(s) continentale(s) | Total | Total |
| Saison                | Club                  | Division              | M.          | B.          | M.                    | B.                    | Comp.                          | M.                             | B.                             | M.    | B.    |
| 2007-2008             | AC Milan              | Serie A               | 7           | 2           | 2                     | 2                     | -                              | -                              | -                              | 9     | 4     |
| Sous-total            | Sous-total            | Sous-total            | 7           | 2           | 2                     | 2                     | -                              | -                              | -                              | 9     | 4     |
| 2008-2009             | Parme FC              | Serie B               | 39          | 11          | -                     | -                     | -                              | -                              | -                              | 39    | 11    |
| 2009-2010             | Parme FC              | Serie A               | 17          | 4           | 1                     | 0                     | -                              | -                              | -                              | 18    | 4     |
| 2010-2011             | Parme FC              | Serie A               | 1           | 0           | -                     | -                     | -                              | -                              | -                              | 1     | 0     |
| Sous-total            | Sous-total            | Sous-total            | 57          | 15          | 1                     | 0                     | -                              | -                              | -                              | 58    | 15    |
| 2010-2011             | Genoa CFC             | Serie A               | 12          | 2           | -                     | -                     | -                              | -                              | -                              | 12    | 2     |
| Sous-total            | Sous-total            | Sous-total            | 12          | 2           | -                     | -                     | -                              | -                              | -                              | 12    | 2     |
| 2011-2012             | Chievo Vérone         | Serie A               | 32          | 5           | 4                     | 1                     | -                              | -                              | -                              | 36    | 6     |
| 2012-2013             | Chievo Vérone         | Serie A               | 20          | 7           | -                     | -                     | -                              | -                              | -                              | 20    | 7     |
| 2013-2014             | Chievo Vérone         | Serie A               | 34          | 13          | 3                     | 2                     | -                              | -                              | -                              | 37    | 15    |
| 2014-2015             | Chievo Vérone         | Serie A               | 37          | 9           | 1                     | 0                     | -                              | -                              | -                              | 38    | 9     |
| 2015-2016             | Chievo Vérone         | Serie A               | 21          | 8           | 1                     | 0                     | -                              | -                              | -                              | 22    | 8     |
| Sous-total            | Sous-total            | Sous-total            | 144         | 42          | 9                     | 3                     | -                              | -                              | -                              | 153   | 45    |
| 2015-2016             | Swansea City          | Premier League        | 10          | 2           | -                     | -                     | -                              | -                              | -                              | 10    | 2     |
| Sous-total            | Sous-total            | Sous-total            | 10          | 2           | -                     | -                     | -                              | -                              | -                              | 10    | 2     |
| Total sur la carrière | Total sur la carrière | Total sur la carrière | 230         | 63          | 12                    | 5                     | -                              | -                              | -                              | 242   | 68    |